# Samtgemeinde Hattorf am Harz
Samtgemeinde Hattorf am Harz er en samtgemeinde (kommunefællesskab) med godt 7.400 indbyggere (2013), og aministrationen beliggende i byen Hattorf am Harz. Samtgemeinde Hattorf am Harz ligger i i den sydvestlige ende af Harzen og er en del af Landkreis Göttingen, i den tyske delstat Niedersachsen.

## Geografi
Samtgemeinden har fire medlemskommuner:
- Elbingerode
- Hattorf am Harz
- Hörden am Harz
- Wulften am Harz